# Liste der Attorneys General und Justizminister von Gambia
Die Liste der Attorneys General und Justizminister von Gambia listet die Attorneys General und Justizminister des westafrikanischen Staates Gambia von 1968 bis heute auf.
Seit 1968 ist der Justizminister ex officio auch der Attorney General von Gambia. Die offizielle Bezeichnung des Amtes lautete bis Mitte 2009 englisch Attorney General and Secretary of State for Justice, SOS, danach englisch Attorney General and Minister of Justice.
| Regierungschef                        | Amtszeit                         | Amtsinhaber                      | Partei- zugehörigkeit            | Anmerkung                        |
| Republik Gambia (Erste Republik)      | Republik Gambia (Erste Republik) | Republik Gambia (Erste Republik) | Republik Gambia (Erste Republik) | Republik Gambia (Erste Republik) |
| ------------------------------------- | -------------------------------- | -------------------------------- | -------------------------------- | -------------------------------- |
| Premierminister Dawda Jawara (PPP)    | 1968 bis 1970                    | Momadu Lamin Saho (1932–1993)    |                                  |                                  |
| Staatspräsident Dawda Jawara (PPP)    | 1970 bis 1982                    | Momadu Lamin Saho (1932–1993)    |                                  |                                  |
| Staatspräsident Dawda Jawara (PPP)    | 1982 bis 1984                    | Fafa Edrissa M’Bai (1942–2025)   |                                  |                                  |
| Staatspräsident Dawda Jawara (PPP)    | 1984 bis 1994                    | Hassan Bubacar Jallow (* 1951)   | PPP                              | Abgesetzt durch einen Putsch     |
| Republik Gambia (Zweite Republik)     |                                  |                                  |                                  |                                  |
| Militärregierung (AFPRC) Yahya Jammeh | Juli/August 1994                 | Amie Bensouda (* 1957)           |                                  | [ 2 ]                            |
| Militärregierung (AFPRC) Yahya Jammeh | 1994 bis 1995                    | Fafa Edrissa M’Bai (1942–2025)   |                                  | 2. Amtszeit                      |
| Militärregierung (AFPRC) Yahya Jammeh | 1995 bis 1996                    | Mustapha Marong                  |                                  |                                  |
| Militärregierung (AFPRC) Yahya Jammeh | 1996 bis 1997                    | Musa N. Bittaye                  |                                  |                                  |
| Staatspräsident Yahya Jammeh (APRC)   | 1997 bis 1998                    | Hawa Sisay-Sabally               |                                  |                                  |
| Staatspräsident Yahya Jammeh (APRC)   | 1998 bis 2000                    | Fatou Bensouda (* 1961)          |                                  |                                  |
| Staatspräsident Yahya Jammeh (APRC)   | 2000 bis 2001                    | Pap Cheyassin Secka (1942–2012)  |                                  |                                  |
| Staatspräsident Yahya Jammeh (APRC)   | 2001 bis 2003                    | Joseph H. Joof (* 1960)          |                                  |                                  |
| Staatspräsident Yahya Jammeh (APRC)   | 2003 bis 2005                    | Sheikh Tijan Hydara              |                                  |                                  |
| Staatspräsident Yahya Jammeh (APRC)   | 2005                             | Raymond Sock (* 1946)            |                                  |                                  |
| Staatspräsident Yahya Jammeh (APRC)   | 2005 bis 2006                    | Sheikh Tijan Hydara              |                                  | 2. Amtszeit                      |
| Staatspräsident Yahya Jammeh (APRC)   | 2006 bis 2007                    | Kebba Sanyang                    |                                  |                                  |
| Staatspräsident Yahya Jammeh (APRC)   | 2007 bis 2010                    | Marie Saine-Firdaus (* 1973)     |                                  |                                  |
| Staatspräsident Yahya Jammeh (APRC)   | 2010 bis 2012                    | Edward Gomez                     |                                  |                                  |
| Staatspräsident Yahya Jammeh (APRC)   | 2012 bis 2013                    | Lamin Jobarteh                   |                                  |                                  |
| Staatspräsident Yahya Jammeh (APRC)   | 2013                             | Amie Joof Conteh                 |                                  |                                  |
| Staatspräsident Yahya Jammeh (APRC)   | 2013 bis 2014                    | Mama Fatima Singhateh            |                                  |                                  |
| Staatspräsident Yahya Jammeh (APRC)   | 2014 bis 2015                    | Basiru Mahoney                   |                                  |                                  |
| Staatspräsident Yahya Jammeh (APRC)   | 2015 bis 2016                    | Mama Fatima Singhateh            |                                  | 2. Amtszeit                      |
| Republik Gambia (Dritte Republik)     |                                  |                                  |                                  |                                  |
| Staatspräsident Adama Barrow (UDP)    | 2017 bis 2020                    | Abubacarr Tambadou (* 1972)      |                                  |                                  |
| Staatspräsident Adama Barrow (UDP)    | seit 2020                        | Dawda A. Jallow (* 1975)         |                                  |                                  |